# Listă de filme idol: M
Aceasta este o listă de filme idol în ordine alfabetică. Vedeți Listă de filme idol pentru lista principală.
| Film                                                                                              | An               | Regizor                                                       | Surse                |
| ------------------------------------------------------------------------------------------------- | ---------------- | ------------------------------------------------------------- | -------------------- |
| M – Eine Stadt sucht einen Mörder (M)                                                             | 1931             | Fritz Lang                                                    | [ 1 ]                |
| MacGruber                                                                                         | 2010             | Jorma Taccone                                                 | [ 2 ]                |
| Machete                                                                                           | 2010             | Robert Rodriguez                                              | [ 3 ]                |
| The Machinist                                                                                     | 2004             | Brad Anderson                                                 | [ 4 ]                |
| The Mack                                                                                          | 1973             | Michael Campus                                                | [ 5 ]                |
| Mad Dog Morgan                                                                                    | 1976             | Philippe Mora                                                 | [ 6 ]                |
| Mad Max                                                                                           | 1979             | George Miller                                                 | [ 7 ] [ 8 ]          |
| Mad Max 2: The Road Warrior                                                                       | 1981             | George Miller                                                 | [ 9 ] [ 10 ]         |
| Mad Monster Party                                                                                 | 1967             | Jules Bass                                                    | [ 11 ] [ 12 ]        |
| Mädchen in Uniform (Girls in Uniform)                                                             | 1931             | Leontine Sagan                                                | [ 13 ] [ 14 ] [ 15 ] |
| The Mafu Cage (also known as The Cage, Deviation, My Sister, My Love and Don't Ring The Doorbell) | 1978             | Karen Arthur                                                  | [ 16 ]               |
| Magic                                                                                             | 1978             | Richard Attenborough                                          | [ 17 ]               |
| The Magic Christian                                                                               | 1969             | Joseph McGrath                                                | [ 18 ] [ 19 ] [ 20 ] |
| Magical Mystery Tour                                                                              | 1967             | The Beatles and Bernard Knowles                               | [ 21 ] [ 22 ]        |
| Le Magnifique                                                                                     | 1973             | Philippe de Broca                                             | [ 23 ]               |
| Mahal (The Mansion)                                                                               | 1949             | Kamal Amrohi                                                  | [ 24 ]               |
| Maidstone                                                                                         | 1970             | Norman Mailer                                                 | [ 25 ]               |
| Maindo Gēmu (Mind Game)                                                                           | 2004             | Masaaki Yuasa                                                 | [ 26 ]               |
| Malcolm                                                                                           | 1986             | Nadia Tass                                                    | [ 27 ]               |
| Mallrats                                                                                          | 1995             | Kevin Smith                                                   | [ 28 ]               |
| Malpertuis                                                                                        | 1971             | Harry Kümel                                                   | [ 29 ]               |
| The Maltese Falcon                                                                                | 1941             | John Huston                                                   | [ 7 ]                |
| Mamma Mia!                                                                                        | 2008             | Phyllida Lloyd                                                | [ 30 ]               |
| De Man Die Zijn Haar Kort Liet Knippen (The Man Who Had His Hair Cut Short)                       | 1966             | André Delvaux                                                 | [ 31 ]               |
| Mandingo                                                                                          | 1976             | Richard Fleischer                                             | [ 32 ] [ 33 ]        |
| The Man from Planet X                                                                             | 1951             | Edgar G. Ulmer                                                | [ 34 ]               |
| Man of the West                                                                                   | 1958             | Anthony Mann                                                  | [ 7 ]                |
| Man on the Moon                                                                                   | 1999             | Miloš Forman                                                  | [ 35 ]               |
| The Man With The Golden Arm                                                                       | 1955             | Otto Preminger                                                | [ 36 ]               |
| The Man With Two Brains                                                                           | 1983             | Carl Reiner                                                   | [ 37 ]               |
| The Man Who Fell to Earth                                                                         | 1976             | Nicolas Roeg                                                  | [ 38 ]               |
| The Manchurian Candidate                                                                          | 1962             | John Frankenheimer                                            | [ 39 ] [ 40 ]        |
| Manhunter                                                                                         | 1986             | Michael Mann                                                  | [ 41 ]               |
| Maniac                                                                                            | 1980             | William Lustig                                                | [ 42 ]               |
| Maniac Cop                                                                                        | 1988             | William Lustig                                                | [ 43 ]               |
| Manos: The Hands of Fate                                                                          | 1966             | Harold P. Warren                                              | [ 44 ]               |
| Maratonci Trče Počasni Krug (The Marathon Family)                                                 | 1982             | Slobodan Šijan                                                | [ 45 ]               |
| El Mariachi                                                                                       | 1993             | Robert Rodriguez                                              | [ 46 ] [ 47 ]        |
| Marnie                                                                                            | 1964             | Alfred Hitchcock                                              | [ 38 ]               |
| Married to the Mob                                                                                | 1988             | Jonathan Demme                                                | [ 48 ]               |
| Marquis                                                                                           | 1989             | Henri Xhonneux                                                | [ 49 ] [ 50 ] [ 51 ] |
| Mars Attacks!                                                                                     | 1996             | Tim Burton                                                    | [ 52 ]               |
| Martha                                                                                            | 1967             | Erik Balling                                                  | [ 53 ]               |
| Martin                                                                                            | 1978             | George A. Romero                                              | [ 9 ] [ 54 ]         |
| The Marseillaise trilogy, a series of films consisting of Marius, Fanny and César                 | 1931–1932 – 1936 | Marcel Pagnol                                                 | [ 55 ] [ 56 ]        |
| La Maschera del Demonio, (The Mask of the Demon, also known as Black Sunday)                      | 1960             | Mario Bava                                                    | [ 7 ]                |
| Massacre at Central High                                                                          | 1976             | Rene Daalder                                                  | [ 38 ]               |
| Master of the Flying Guillotine                                                                   | 1976             | Jimmy Wang                                                    | [ 57 ]               |
| Matango (also known as Fungus of Terror and Curse/Attack of the Mushroom People)                  | 1963             | Ishirō Honda                                                  | [ 58 ]               |
| Matilda                                                                                           | 1996             | Danny DeVito                                                  | [ 59 ]               |
| The Matrix trilogy                                                                                | 1999–2003        | The Wachowskis                                                | [ 60 ] [ 61 ]        |
| May                                                                                               | 2002             | Lucky McKee                                                   | [ 62 ]               |
| Me and You and Everyone We Know                                                                   | 2005             | Miranda July                                                  | [ 63 ]               |
| Mean Girls                                                                                        | 2004             | Mark Waters                                                   | [ 64 ] [ 65 ]        |
| Mean Streets                                                                                      | 1973             | Martin Scorsese                                               | [ 66 ]               |
| Medium Cool                                                                                       | 1969             | Haskell Wexler                                                | [ 67 ]               |
| Meet the Feebles                                                                                  | 1989             | Peter Jackson                                                 | [ 68 ]               |
| Mehed ei Nuta (Men don't cry)                                                                     | 1969             | Sulev Nõmmik                                                  | [ 69 ]               |
| Memento                                                                                           | 2000             | Christopher Nolan                                             | [ 70 ]               |
| Mera Naam Joker (My Name Is Joker)                                                                | 1970             | Raj Kapoor                                                    | [ 71 ] [ 72 ]        |
| Messer im Kopf (Knife in the Head)                                                                | 1978             | Reinhard Hauff                                                | [ 73 ]               |
| Metropolis                                                                                        | 1927             | Fritz Lang                                                    | [ 74 ] [ 75 ] [ 76 ] |
| Metropolis                                                                                        | 2001             | Rintaro                                                       | [ 77 ]               |
| Miami Blues                                                                                       | 1990             | George Armitage                                               | [ 78 ]               |
| Miami Connection                                                                                  | 1987             | Richard Park and Y.K. Kim                                     | [ 79 ]               |
| Mil Gritos Tiene la Noche (Pieces)                                                                | 1982             | Juan Piquer Simón                                             | [ 80 ]               |
| Mildred Pierce                                                                                    | 1945             | Michael Curtiz                                                | [ 81 ]               |
| Miller's Crossing                                                                                 | 1990             | The Coen Brothers                                             | [ 82 ]               |
| Das Millionenspiel                                                                                | 1970             | Tom Toelle                                                    | [ 83 ]               |
| Miracle Mile                                                                                      | 1988             | Steve De Jarnatt                                              | [ 84 ]               |
| MirrorMask                                                                                        | 2005             | Dave McKean                                                   | [ 85 ]               |
| Miś (Teddy Bear)                                                                                  | 1980             | Stanisław Bareja                                              | [ 86 ] [ 87 ] [ 88 ] |
| The Misfits                                                                                       | 1961             | John Huston                                                   | [ 89 ]               |
| Mivtza Savta (Operation Grandma)                                                                  | 1999             | Dror Shaul                                                    | [ 90 ] [ 91 ]        |
| Mr. B Natural                                                                                     | 1956             | Phil Patton                                                   | [ 92 ]               |
| Mr. Freedom                                                                                       | 1969             | William Klein                                                 | [ 25 ] [ 93 ]        |
| Mommie Dearest                                                                                    | 1981             | Frank Perry                                                   | [ 38 ] [ 94 ]        |
| Mondo Cane                                                                                        | 1962             | Gualtiero Jacopetti                                           | [ 95 ]               |
| Monsieur Verdoux                                                                                  | 1947             | Charlie Chaplin                                               | [ 9 ]                |
| La morte ha fatto l'uovo (Death Laid an Egg)                                                      | 1968             | Giulio Questi                                                 | [ 96 ]               |
| The Monster Squad                                                                                 | 1987             | Fred Dekker                                                   | [ 97 ]               |
| La Montaña Sagrada (The Holy Mountain)                                                            | 1973             | Alejandro Jodorowsky                                          | [ 98 ]               |
| Monterey Pop                                                                                      | 1968             | D.A. Pennebaker                                               | [ 99 ]               |
| Monty Python and the Holy Grail                                                                   | 1975             | Terry Gilliam and Terry Jones                                 | [ 38 ] [ 100 ]       |
| Monty Python Live at the Hollywood Bowl                                                           | 1982             | Terry Jones                                                   | [ 101 ]              |
| Monty Python's Life of Brian                                                                      | 1979             | Terry Jones                                                   | [ 25 ] [ 102 ]       |
| Monty Python's Meaning of Life                                                                    | 1983             | Terry Jones                                                   | [ 103 ]              |
| Moonwalker                                                                                        | 1988             | Jerry Kramer, Will Vinton, Jim Blashfield, and Colin Chilvers | [ 104 ] [ 105 ]      |
| More                                                                                              | 1969             | Barbet Schroeder                                              |                      |
| Morgan – A Suitable Case for Treatment                                                            | 1966             | Karel Reisz                                                   | [ 38 ]               |
| Morocco                                                                                           | 1930             | Josef von Sternberg                                           | [ 106 ]              |
| Mortal Kombat                                                                                     | 1995             | Paul W. S. Anderson                                           | [ 107 ]              |
| Morvern Callar                                                                                    | 2002             | Lynne Ramsay                                                  | [ 108 ]              |
| Moskva Slezam ne Verit (Moscow Does Not Believe in Tears)                                         | 1979             | Vladimir Menshov                                              | [ 109 ]              |
| The Most Dangerous Game                                                                           | 1932             | Irving Pichel and Ernest B. Schoedsack                        | [ 110 ]              |
| Mother's Meat and Freud's Flesh                                                                   | 1984             | Demetrios Estdelacropolis                                     | [ 111 ]              |
| Mosura (Mothra)                                                                                   | 1961             | Ishirō Honda                                                  | [ 112 ]              |
| Motorpsycho                                                                                       | 1965             | Russ Meyer                                                    | [ 113 ]              |
| Mr. Brooks                                                                                        | 2007             | Bruce A. Evans                                                | [ 114 ]              |
| Mr. Mike's Mondo Video                                                                            | 1979             | Michael O'Donoghue                                            | [ 95 ]               |
| Mr. Nobody                                                                                        | 2009             | Jaco Van Dormael                                              | [ 115 ]              |
| Mr. Sardonicus                                                                                    | 1961             | William Castle                                                | [ 116 ]              |
| Mr. Vampire                                                                                       | 1985             | Ricky Lau                                                     | [ 117 ]              |
| Ms. 45                                                                                            | 1981             | Abel Ferrara                                                  | [ 118 ] [ 38 ]       |
| Mudhoney                                                                                          | 1965             | Russ Meyer                                                    | [ 119 ]              |
| Müllers Büro                                                                                      | 1986             | Niki List                                                     | [ 120 ]              |
| Mulholland Drive                                                                                  | 2001             | David Lynch                                                   | [ 121 ]              |
| La Momia Azteca contra el Robot Humano (The Robot vs. The Aztec Mummy)                            | 1958             | Rafael Portillo                                               | [ 24 ]               |
| Muriel's Wedding                                                                                  | 1994             | P. J. Hogan                                                   | [ 122 ]              |
| Muscle Beach Party                                                                                | 1965             | William Asher                                                 | [ 123 ]              |
| My Bloody Valentine                                                                               | 1981             | George Mihalka                                                | [ 124 ]              |
| My Darling Clementine                                                                             | 1946             | John Ford                                                     | [ 38 ]               |
| My Dinner with Andre                                                                              | 1981             | Louis Malle                                                   | [ 125 ]              |
| My Own Private Idaho                                                                              | 1991             | Gus Van Sant                                                  | [ 126 ]              |
| Myra Breckinridge                                                                                 | 1970             | Michael Sarne                                                 | [ 127 ] [ 25 ]       |
| Le Mystère Picasso (The Mystery of Picasso)                                                       | 1956             | Henri-Georges Clouzot                                         | [ 128 ] [ 129 ]      |
| Mystery Men                                                                                       | 1999             | Kinka Usher                                                   | [ 130 ]              |
| Mystery Science Theater 3000: The Movie                                                           | 1996             | Jim Mallon                                                    | [ 131 ] [ 132 ]      |
| Mystery Train                                                                                     | 1989             | Jim Jarmusch                                                  | [ 133 ]              |
| Mystic Pizza                                                                                      | 1988             | Donald Petrie                                                 | [ 134 ]              |